# 黄花羊蹄甲
黄花羊蹄甲（学名：Bauhinia tomentosa）为豆科羊蹄甲属下的一个种，分布於莫桑比克、辛巴威、印度和斯里蘭卡。

## 扩展阅读
- 維基物種上的相關：黄花羊蹄甲